# Viktor Tsyhankov
Viktor Tsyhankov (Naharia, 15 november 1997) is een Oekraïens voetballer die doorgaans als middenvelder speelt. Hij verruilde Dynamo Kiev in januari 2023 voor Girona FC. Tsyhankov debuteerde in 2016 in het Oekraïens voetbalelftal.

## Clubcarrière
Tsyhankov speelde in de jeugd bij Nyva Vinnytsja en Dynamo Kiev. Tijdens het seizoen 2014/15 zat hij voor het eerst op de bank. Op 14 augustus 2016 volgde zijn debuut in het eerste elftal in de competitiewedstrijd tegen Stal Kamjanske. Op 24 september 2016 volgde zijn eerste competitiedoelpunt tegen Olimpik Donetsk. Op 28 augustus 2016 maakte Tsyhankov zijn eerste doelpunt in de UEFA Champions League tegen Beşiktaş JK.

## Clubstatistieken
| Seizoen     | Club        | Competitie   | Competitie | Competitie | Beker | Beker | Internationaal | Internationaal | Totaal | Totaal |
| Seizoen     | Club        | Competitie   | Wed.       | Dlp.       | Wed.  | Dlp.  | Wed.           | Dlp.           | Wed.   | Dlp.   |
| ----------- | ----------- | ------------ | ---------- | ---------- | ----- | ----- | -------------- | -------------- | ------ | ------ |
| 2016/17     | Dynamo Kiev | Premjer Liha | 20         | 3          | 3     | 1     | 6              | 1              | 29     | 5      |
| 2017/18     | Dynamo Kiev | Premjer Liha | 27         | 13         | 2     | 1     | 10             | 3              | 39     | 17     |
| 2018/19     | Dynamo Kiev | Premjer Liha | 24         | 14         | 1     | 0     | 13             | 2              | 38     | 16     |
| Club totaal | Club totaal | Club totaal  | 71         | 30         | 6     | 2     | 29             | 6              | 106    | 38     |

Bijgewerkt t/m 18 april 2019

## Interlandcarrière
Tsyhankov kwam uit voor meerdere Oekraïense nationale jeugdelftallen. In 2016 debuteerde hij in Oekraïne –21. Hij werd in mei 2024 door bondscoach Serhij Rebrov opgenomen in de Oekraïense selectie voor het EK 2024 in Duitsland. Oekraïne werd in de groepsfase uitgeschakeld na een nederlaag tegen Roemenië (3–0), een overwinning tegen Slowakije (1–2) en een gelijkspel tegen België (0–0). Tsyhankov kwam in actie tegen Roemenië.